# کلودیو سوارز
کلودیو سوارز (انگلیسی: Claudio Suárez؛ زاده ۱۷ دسامبر ۱۹۶۸) یک بازیکن فوتبال اهل مکزیک است.
وی همچنین در تیم ملی فوتبال مکزیک بازی کرده‌است.